# Masacrul din Martie

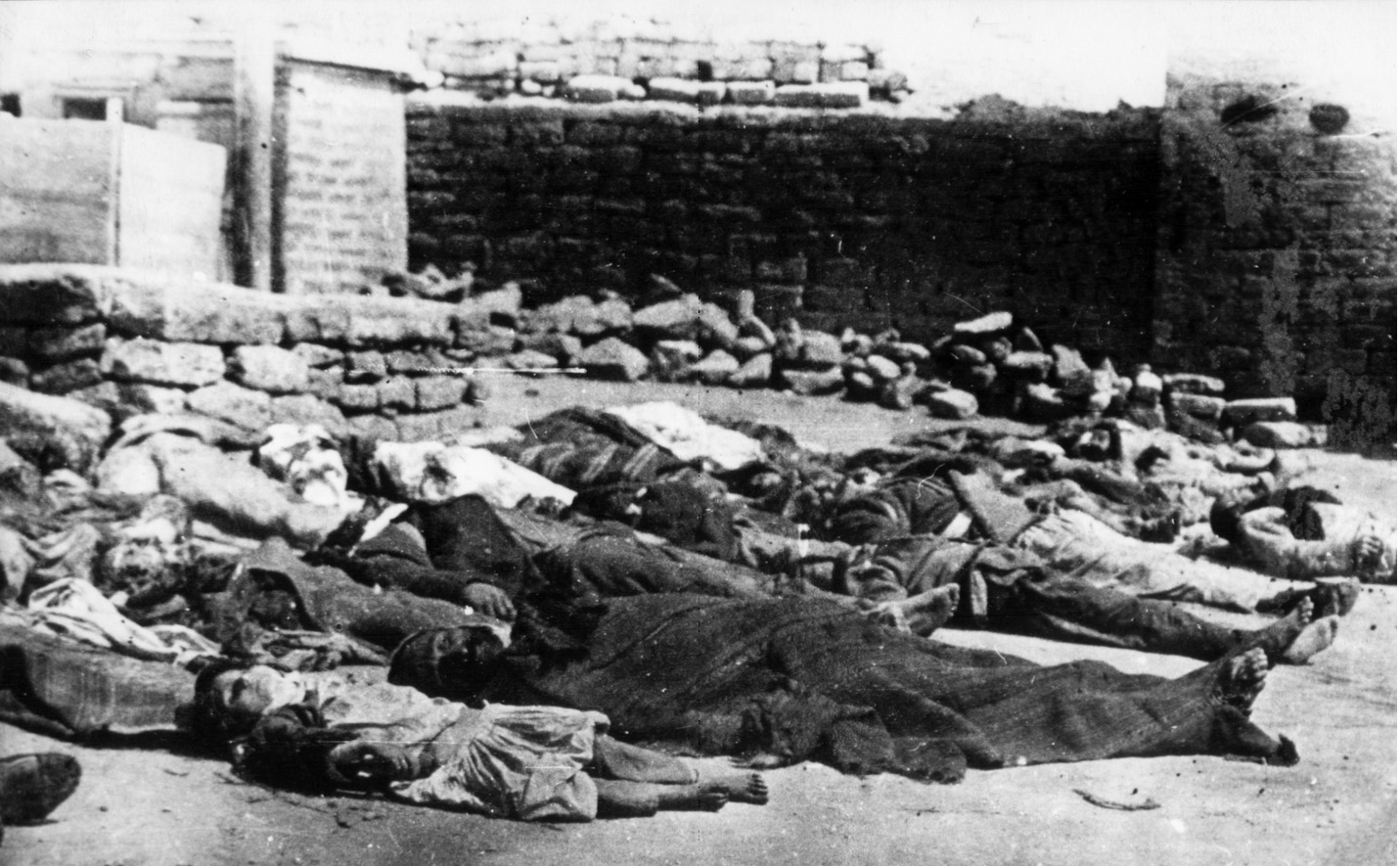
Victimele masacrului în Baku

Masacrul din Martie (Mart qırğını în azeră), este prima parte a seriei de masacre împotrivă populației azere provocate de trupele militare alianței bolșevice (Sovietul din Baku) și ale partidului extremist Federației Revoluționare Armene „Dașnakțutiun” în Azerbaidjanul de Est (1918).
Pe vremurile acelea azerii nu dispuneau de trupe militare, fiind că toți cetățenii musulmani din Imperiul Rus erau scutiți de slujba militară în schimbul unei taxe speciale. Pentru eliminarea localnicilor care nu susțineau puterea sovietică, Sovietul din Baku și partidul „Dașnakțutiun” au realizat un măcel sângeros, asupra populației azere, soldat cu 12 000 de morți azeri și alți musulmani (31 martie 1918).
Mai târziu „tatăl independenței” al Azerbaidjanului M.E.Rasulzade remarca: ”În evenimentele din martie se acuzau pe „Müsavat”, ce este absolut lipsit de argument, fiindcă pentru a declara război este obligatoriu a dispune măcar o anumită forță fizică, ceea ce „Müsavat” nu avea. Alții acuză „Müsavat”-ul în lansarea ideii autonomiei ale Azerbaidjanului, așadar provocând evenimentele din martie. Acesta poate are o parte din adevăr. Poate, dacă supunându-ne am fi înclinat capete în fața de dușmanilor libertății noastre, nu s-ar întâmpla aceste evenimente. Însă noi nu am fi putut s-o facem. Am cerut în mod direct o autonomie pentru Azerbaidjan. Totodată prin aceasta ne-am multiplicat numărul de dușmani”. 
Sub lozinca de a stabili puterea sovietică, Armata Roșie a cărui nucleul era constituit de trupele „Dașnakțutiun” au realizat alte masacre în orașele Quba, Șamahî, Lankaran, Salyan, Kurdamir din estul țării. Speranța azerilor, Sejm-ul Transcaucazian, care din cauză situației nestabile de pe front turc și înaintarea trupelor Puterilor Centrale, nu reacționa la noutățile sosite din regiune.

## Moștenire
La 18 septembrie 2013, președintele Azerbaidjanului, Ilham Aliyev, a inaugurat Complexul memorial pentru genocidul Guba, dedicat victimelor zilelor din martie. În octombrie 2013, delegația Senatului francez, condusă de senatorul Nathalie Goulet, a pus o floare în fața monumentului și a comemorat amintirea victimelor masacrului.